# Artur Bernardes
Artur da Silva Bernardes ([aɾˈtuɾ da ˈsiwvɐ beɾˈnaɾdʒis]; 8. srpna 1875 – 23. března 1955) byl brazilský politik, dvanáctý prezident své země v letech 1922 až 1926. Předtím byl od roku 1918 guvernérem státu Minas Gerais. Většinu svého prezidentského období čelil Bernardes vojenské vzpouře a vládl pomocí výjimečného stavu.